# Johann Baptist Chiari
Johann Baptist Chiari (Salisburgo, 15 giugno 1817 – Vienna, 11 dicembre 1854) è stato un ginecologo austriaco.
Nato da una famiglia con origini paterne italiane, nel 1841 ricevette il dottorato di medicina a Vienna, dove successivamente lavorò come ostetrico e ginecologo per la maggior parte della sua carriera professionale. Nel 1853 diventò professore di ostetricia presso l'Università di Praga, e per un breve periodo lavorò nel Josephinum di Vienna. Morì nel 1854 all'età di 37 anni di colera.
Fu il padre del patologo Hans Chiari (1851-1916) e del laringologo Ottokar Chiari (1853-1918). Era il suocero di Johann Klein, del quale fu anche assistente alla prima clinica ostetrica di Vienna dal 1842 al 1844.
Con Karl von Braun-Fernwald (1822-1891) e Joseph Späth (1823-1896), fu coeditore di un importante manuale sull'osteologia intitolato "Klinik der Geburtshilfe und Gynäkologie". Questo libro di testo fu il primo a presentare le teorie di Ignaz Philipp Semmelweis (1818-1865) per quanto riguarda l'igiene e la prevenzione nei casi di febbre puerperale. Con il ginecologo tedesco Richard Frommel (1854-1912) dette il nome alla "sindrome di Chiari-Frommel".